# Дила (футбольный клуб)
«Дила» — грузинский футбольный клуб из Гори. Клуб основан в 1949 году. Домашним стадионом клуба является стадион Тенгиза Бурджанадзе, вмещающий 5000 зрителей. В Чемпионате Грузии по футболу клуб провёл в общей сложности 21 сезонов, дебютным из которых был сезон 1990 года.
Лучший результат в чемпионатах Грузии в истории клуба — чемпионский титул в сезоне 2014/15.

## Достижения
- Чемпион Грузии (1) : 2014/15
- Обладатель Кубка Грузии (1) : 2011/12
- Обладатель Суперкубка Грузии (1) : 2025

## Выступления в еврокубках
| Сезон   | Турнир                | Раунд                         | Соперник            | Первый матч | Ответный матч | Общий счёт |  |
| ------- | --------------------- | ----------------------------- | ------------------- | ----------- | ------------- | ---------- |  |
| 2004    | Кубок Интертото       | Первый раунд                  | Марек Дупница       | 0:0         | 0:2           | 0:2        |  |
| 2012/13 | Лига Европы УЕФА      | Второй квалификационный раунд | Орхус               | 2:1         | 3:1           | 5:2        |  |
| 2012/13 | Лига Европы УЕФА      | Третий квалификационный раунд | Анортосис Фамагуста | 0:1         | +:-           | 3:1        |  |
| 2012/13 | Лига Европы УЕФА      | Раунд плей-офф                | Маритиму            | 0:1         | 0:2           | 0:3        |  |
| 2013/14 | Лига Европы УЕФА      | Второй квалификационный раунд | Ольборг             | 3:0         | 0:0           | 3:0        |  |
| 2013/14 | Лига Европы УЕФА      | Третий квалификационный раунд | Хайдук Сплит        | 1:0         | 1:0           | 2:0        |  |
| 2013/14 | Лига Европы УЕФА      | Раунд плей-офф                | Рапид Вена          | 0:1         | 0:3           | 0:4        |  |
| 2015/16 | Лига чемпионов УЕФА   | Второй квалификационный раунд | Партизан Белград    | 0:1         | 0:2           | 0:3        |  |
| 2016/17 | Лига Европы УЕФА      | Первый квалификационный раунд | Ширак Гюмри         | 1:0         | 0:1, пен. 1:4 | 1:1пен.    |  |
| 2021/22 | Лига конференций УЕФА | Первый квалификационный раунд | Жилина              | 1:5         | 1:2           | 2:7        |  |
| 2022/23 | Лига конференций УЕФА | Первый квалификационный раунд | КуПС                | 0:2         | 0:0           | 0:2        |  |

Примечание. Курсивом выделены домашние матчи.